# Roberto Arlt
Roberto Emilio Godofredo Arlt (Buenos Aires, 26 de abril de 1900-Buenos Aires, 26 de julio de 1942), más conocido como Roberto Arlt, fue un novelista, cuentista, dramaturgo, periodista e inventor argentino. Considerado como uno de los escritores argentinos más importantes del siglo XX, en especial por El juguete rabioso (1926), Los siete locos (1929), Los Lanzallamas (1931), El Amor Brujo (1932) en el ámbito novelístico, junto con importantes estelas en el teatro, con obras como Trescientos millones (1932), La isla desierta (1937), y en la prensa argentina, con sus variopintas aguafuertes que se publicaban semanalmente en el diario El Mundo. Su figura se mantuvo principalmente a la sombra, o a la vanguardia literaria durante gran parte de los años 40, 50, y principios de los 60, cuando su obra experimentó un resurgimiento progresivo gracias a la tarea de críticos como Ricardo Piglia. La literatura arltiana posee matices fundamentalmente lúgubres, sus personajes suelen ser idealistas afines con el filomarxismo –a veces explícitamente–, como en el caso del personaje del Astrólogo, en Los siete locos y otras no tanto, como por ejemplo, los empleados de la empresa naviera en La isla desierta. Abunda en su obra la miseria humana y los paisajes sombríos y descuidados, como los que retrata permanentemente en la contrastante Buenos Aires de principios de siglo. 

## Biografía

### Nacimiento e infancia
Roberto Emilio Godofredo Arlt nació el 26 de abril de 1900. Sus padres, el prusiano Karl Arlt y la austrohúngara Ekatherine Lobstraibitzer, eran un par de inmigrantes pobres recién llegados al país. Su infancia transcurrió en el barrio porteño de Flores. En el ambiente familiar se hablaba alemán. Tuvo dos hermanas que murieron de tuberculosis (una a temprana edad y la otra, Lila, en 1936). La relación con su padre estuvo signada por un trato severo y poco permisivo o directamente sádico.

### Carrera como periodista, inventor y escritor
Fue expulsado de la escuela a los ocho años y se volvió autodidacta. En 1915 ingresó a la Escuela de Mecánica de la Armada pero fue echado "por inútil". Escapó de su hogar a los dieciséis años. Trabajó en un periódico local, y fue ayudante en una biblioteca; pintor, mecánico, soldador, trabajador portuario y manejó una fábrica de ladrillos. Al fin se decidió por el periodismo. Entre 1920 y 1930 se acercó al Grupo Boedo, el cual publicaba en la Editorial Claridad y se reunían en el Café El Japonés. En 1926 escribió su primera novela: El juguete rabioso, a la cual le iba a poner inicialmente como título La vida puerca, pero en esa época Arlt era secretario y amigo de Ricardo Güiraldes, quien le sugirió que el nombre original La vida puerca sería demasiado tosco para los lectores de ese tiempo. Formó una sociedad, ARNA (por Arlt y Naccaratti), y con el poco dinero que el actor Pascual Naccaratti pudo aportar instaló un pequeño laboratorio químico en Lanús. Llegó incluso a patentar unas medias reforzadas con caucho. Durante su labor como periodista, en sus columnas, describió la vida cotidiana en la capital. Una selección de esos artículos puede encontrarse en Aguafuertes porteñas (1928-1933), Aguafuertes españolas (escritas durante su viaje a España y Marruecos entre 1935 y 1936), y en Nuevas aguafuertes. En 1931 le tocó presenciar el fusilamiento del militante anarquista Severino di Giovanni.

### Matrimonios
Contrajo matrimonio en Córdoba con Carmen Antinucci, en 1922; un año después nació su primera hija, Mirta Arlt, quien se convertiría en su albacea. En 1940 enviudó, y ese mismo año contrae segundas nupcias con Elisabeth Mary Shine el 25 de mayo de 1940 en Pando, Uruguay, con quien tendría un hijo que no llegó a conocer, también llamado Roberto.
Entre 1941 y 1942 vivió en Chile, desde donde enviaba colaboraciones para el diario El Mundo de Buenos Aires.

### Fallecimiento y legado

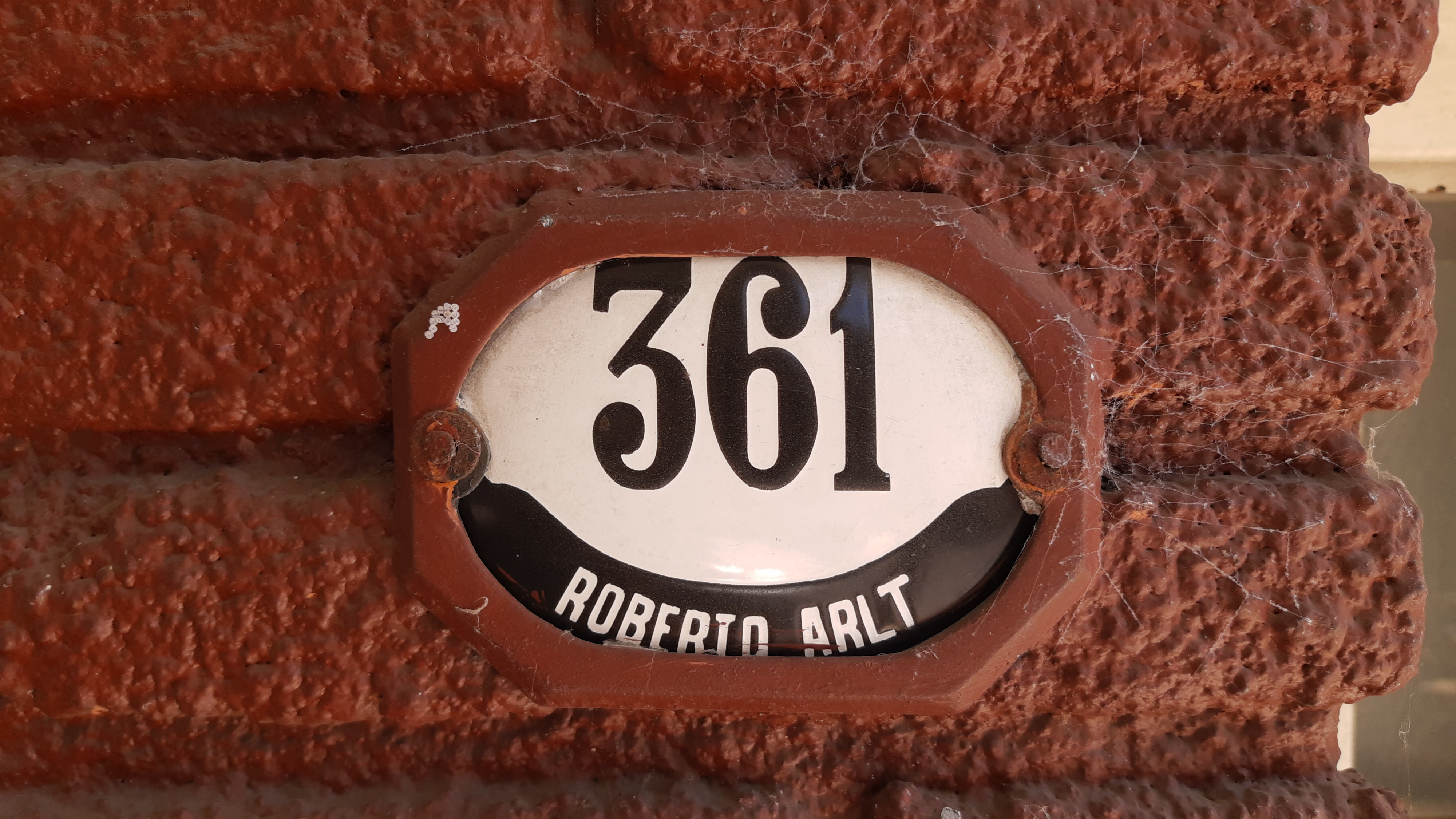
Hasta 1973, una calle del barrio de Caballito, llevaba el nombre del escritor.

Roberto Arlt murió el 26 de julio de 1942, a los 42 años, en la Ciudad de Buenos Aires, de un paro cardíaco. Sus restos fueron incinerados en el Cementerio de la Chacarita y sus cenizas esparcidas en el río Paraná. En la ceremonia de despedida habló el escritor Nicolás Olivari, y el poeta Horacio Rega Molina leyó un poema. Al día siguiente el diario El Mundo publicó la última de sus famosas aguafuertes: «Un paisaje en las nubes». El suceso no sonó en los diarios porque entre las noticias se encontraba el desagravio a Jorge Luis Borges, por entonces relegado del Premio Nacional de Literatura.
Mientras estuvo viva, su hija Mirta Arlt (fruto de su primer matrimonio) manejó el legado del escritor hasta su fallecimiento en 2014.

## Estilo literario e influencia

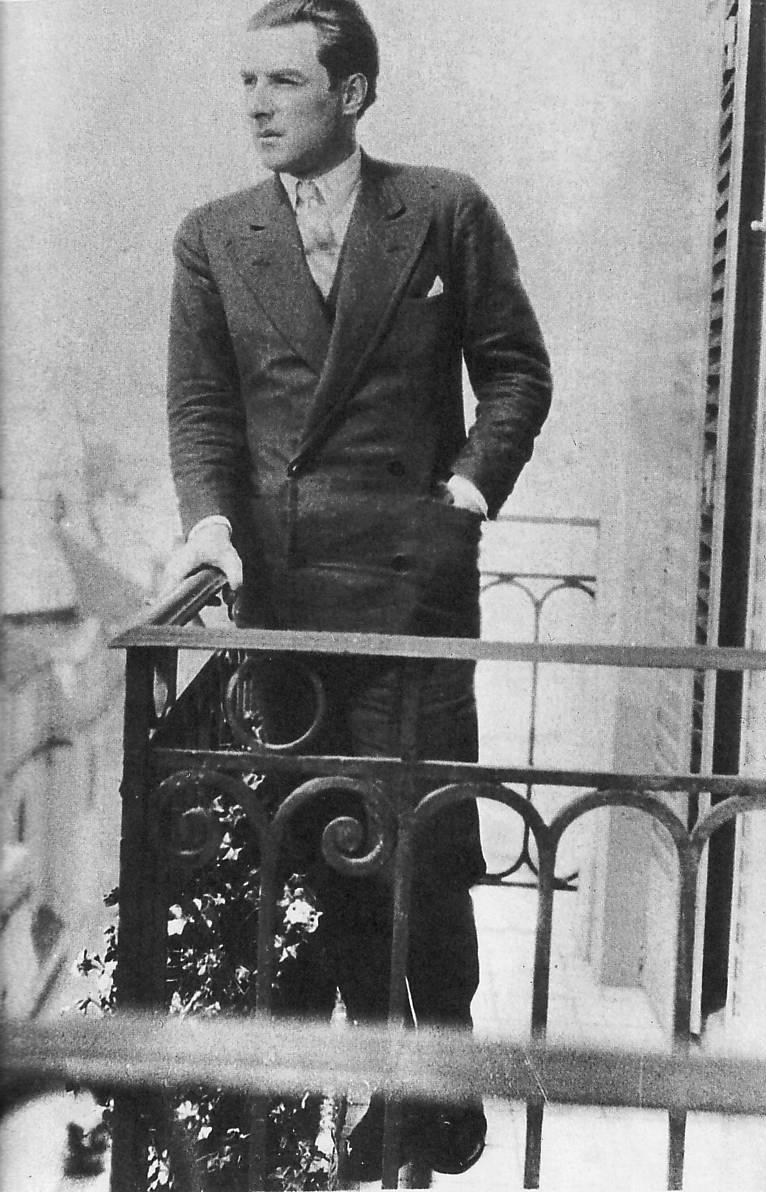
Roberto Arlt desde un balcón en la Ciudad de Buenos Aires (1935).

La obra de Roberto Arlt fue  criticada durante la primera mitad del siglo XX. Hoy, líderes de opinión fundamentales de la literatura argentina cuentan cómo su obra ha llegado a ser un referente trascendente. Abelardo Castillo, por ejemplo, dice que Arlt significa una lectura obligada para por lo menos las dos últimas generaciones de escritores argentinos, pues redefinió lo temático y lo lingüístico y la relación artista-época. Otros, como Guillermo Saccomanno, lo colocan a la altura de Domingo F. Sarmiento, Lucio V. Mansilla, Julio Cortázar y Rodolfo Walsh, algunos de los cuales confesaron su admiración por el autor. Para el escritor y crítico literario Ricardo Piglia, Arlt inauguró la novela moderna argentina, con su estilística nueva.
La escritura de Arlt presenta abundantes influencias que van desde la literatura de folletín y el tango hasta las vanguardias históricas, entre ellas el pesimismo filosófico. Ernesto Sábato señaló algunos autores que influyeron en la obra de Arlt:

[...] Arlt: todo él está moldeado por Dumas, Sue, Gorki, la picaresca española, Dostoievsky, Paul de Kock.

En sus relatos se describen con naturalismo y humor las bajezas y grandezas de personajes inmersos en ambientes indolentes. De este modo retrata la Argentina de los recién llegados que intentan insertarse en un medio regido por la desigualdad y la opresión. Escribió cuentos que han entrado a la historia de la literatura, como El jorobadito, Luna roja y Noche terrible. Por su manera de escribir directa y alejada de la estética modernista se le describió como «descuidado», lo cual contrasta con la fuerza fundadora que representó en la literatura argentina del siglo XX.
Tras su muerte aumentó su reconocimiento y es considerado como el primer autor moderno de la República Argentina. Escritores como Ricardo Piglia, César Aira y Roberto Bolaño son herederos directos de algunas de sus búsquedas literarias. Del mismo modo, Julio Cortázar lo consideró su maestro.
A partir de la década de 1930 incursionó en el teatro y en la última etapa de su vida solo escribió en este género. Sus obras se estrenaron en el circuito de teatro independiente de Buenos Aires, más exactamente en el Teatro del Pueblo, dirigido por Leónidas Barletta. Rompió con el realismo y abordó los problemas de la alienación a través del desdoblamiento de la escena. Solo El fabricante de fantasmas se estrenó en el circuito comercial, siendo un gran fracaso. Tras su muerte en 1942, Trescientos millones, Saverio, el cruel y La isla desierta han sido las obras más representadas. Su anarquismo utópico aparece en las ya mencionadas Trescientos millones (1932), en El fabricante de fantasmas (1936) y en La fiesta del hierro (1940). Se lo considera como un precursor del teatro social argentino y de corrientes posteriores, como el absurdismo y el existencialismo.

### Novelas
- 1920 - Diario de un morfinómano (obra perdida)
- 1926 - El juguete rabioso
- 1929 - Los siete locos (tercer puesto del Premio Municipal de Literatura de la Ciudad de Buenos Aires)
- 1931 - Los lanzallamas
- 1932 - El amor brujo

### Cuentos
- 1926 - El gato cocido (revista Mundo Argentino, publicado el 27 de octubre)
- 1933 - El jorobadito (Buenos Aires, Librerías Anaconda).
- 1941 - El criador de gorilas (en Obras de Roberto Arlt, vol. 6, Buenos Aires, Ed. Futuro), ilustrado por Enrique Sobisch
- 1972 - Regreso (Buenos Aires, Corregidor).
- 1984 - Estoy cargada de muerte y otros borradores (Buenos Aires, Torres Agüero Editor)
- 1994 - El crimen casi perfecto (Buenos Aires, Aguilar)
- 1996 - El resorte secreto y otras páginas (Buenos Aires, Simurg)
- 2018 - El bandido en el bosque de ladrillo (Buenos Aires, Simurg)

### Teatro
- 1930 - El humillado
- 1932 - Trescientos millones
- 1932 - Prueba de amor
- 1934 - Escenas de un grotesco
- 1936 - Saverio el cruel
- 1936 - El fabricante de fantasmas
- 1937 - La isla desierta
- 1938 - África
- 1938 - Separación feroz
- 1940 - La fiesta del hierro
- 1952 - El desierto entra en la ciudad
- 1964 - La cabeza separada del tronco
- 2008 - La juerga de las polichinelas
- 2008 - Un hombre sensible
- 2023 - Ursaverio

### Aguafuertes y crónicas periodísticas
- 1920 - Las ciencias ocultas en la ciudad de Buenos Aires
- 1933 - Aguafuertes porteñas
- 1969 - Entre crotos y sabihondos (Buenos Aires, Edicom)
- 1969 - Cronicón de sí mismo seguido de El idioma de los argentinos (Buenos Aires, Edicom)
- 1969 - Las muchachas de Buenos Aires (Buenos Aires, Edicom)
- 1975 - Nuevas aguafuertes porteñas (Buenos Aires, Losada)
- 1993 - Aguafuertes porteñas. Buenos Aires, vida cotidiana (Buenos Aires, Losada)
- 1996 - Tratado de la delincuencia. Aguafuertes inéditas (Buenos Aires, Biblioteca Página/12)
- 1996 - Secretos femeninos. Aguafuertes inéditas (Buenos Aires, Biblioteca Página/12)
- 1997 - Notas sobre el cinematógrafo (Buenos Aires, Simurg)
- 2003 - Al margen del cable. Crónicas publicadas en El Nacional, México 1937-1941 (Compilación de Rose Corral, Buenos Aires, Losada)
- 2009 - El paisaje en las nubes. Crónicas en El Mundo 1937-1942 (Prólogo de Ricardo Piglia, Edición de Rose Corral, Buenos Aires, Fondo de Cultura Económica)
- 2013 - El facineroso. Crónicas policiales (Buenos Aires, Del Nuevo Extremo)
- 2015 - Aguafuertes fluviales de Paraná (Paraná, EDUNER)
- 2015 - Aguafuertes patagónicas (Buenos Aires, 800 golpes)
- 2017 - Arlt en Azul. Las crónicas publicadas en El Régimen y otros textos 1927-1929 (Azul, Editorial Biblos Azul)
- 2017 - Aguafuertes de viaje: España y África (Buenos Aires, Hernández Editores)
- 2018 - Aguafuertes porteñas: cultura y política (Selección y prólogo de Sylvia Saítta, Buenos Aires, Losada)
- 2018 - El vagabundo sentimental. Aguafuertes porteñas inéditas (La Plata, Erizo Ediciones)
- 2019 - Aguafuertes silvestres. Arlt desde Sierra de la Ventana (Bahía Blanca, HD ediciones)
- 2020 - Aguafuertes inéditas (Buenos Aires, Daniel Ochoa Editor)
- 2022 - Aguafuertes de viaje: Uruguay y Brasil (Compilación y prólogo de Julián Berenguel, Buenos Aires, Hernández Editores)
- 2022 - Viajero de cercanías. 80 aguafuertes, 80 años después (Buenos Aires, Yuri Editorial)
- 2023 - De médicos y hospitales (Buenos Aires, Simurg)
- 2023 - Aguafuertes bonaerenses (Buenos Aires, Ediciones Bonaerenses)
- 2024 - Aguafuertes completas y otros escritos (Compilador Marcos Mele, Remedios de Escalada, Universidad Nacional de Lanús)[13]

### Obras completas
- 1998 - Aguafuertes (ensayo preliminar de David Viñas, Buenos Aires, Losada)
- 2011 - Cuentos completos (prefacio de Martín Garzo y posfacio de David Viñas, Buenos Aires, Losada)
- 2013 - Novelas (ensayo preliminar de David Viñas, Buenos Aires, Losada)
- 2017 - Teatro completo (ensayo preliminar de David Viñas, Buenos Aires, Losada)

## Adaptaciones al teatro, al cine y la televisión

### Cine
- El alma  (cortometraje) (1967)
- El ABC del amor (episodio Noche terrible), adaptación del cuento homónimo. Dirección: Rodolfo Kuhn (1967)
- Los siete locos. Dirección: Leopoldo Torre Nilsson (1973)
- Saverio, el cruel. Dirección: Ricardo Wullicher (1977)
- El juguete rabioso. Dirección: José María Paolantonio (1984)
- El juguete rabioso. Dirección: Javier Torre (1998)
- Erdosain. Dirección: Fernando Spiner y Ana Piterbarg (2020)

### Televisión
- Pequeños propietarios (1974)
- Noche terrible (1983)
- Prueba de amor (1972). Dirección: Laura Bro
- 300 Millones (S/F). Dirección: Carlos Muñoz
- El jorobadito y Noche Terrible (1996). Dirección: Alejandro Doria
- El juguete Rabioso (1998). Dirección: Javier Torre
- Los siete locos y los lanzallamas (2015). TV Pública. Dirección: Fernando Spiner y Ana Piterbarg

## Crítica
- Carbone, R. (2007) Imperio de las obsesiones. Los siete locos de Roberto Arlt: un grotexto. Bernal: Universidad Nacional de Quilmes
- Córdoba Iturburu (1932) El teatro del pueblo y Trescientos Millones. EN: Arlt, R.	Trescientos Millones, Buenos Aires, Raño.
- Facelli, L. (1988) Las condiciones de producción del diálogo en Trescientos millones de Roberto Arlt. (inédito).
- Facelli, L. (1992) Imaginario del siervo en Trescientos millones de Roberto Arlt. (Presentado al III Encuentro IITCTL, Santiago de Chile, 1992).
- Facelli, L. (1994) El espacio otro en el otro espacio de Roberto Arlt: Trescientos millones. Actas IV Encuentro IITCTL, Ciudad de México, 1994 (en prensa).
- Fernández Toledo, G. (1983) La isla desierta: una metáfora clausurada. EN: Estudios filológicos, n. 18, p.46-57.
- Foster, D.W. (1977) Roberto Arlt's La isla desierta; a structural analysis. EN: Latinamerican Theatre Rerview, 11(1).
- Martini, S. (1991) El teatro de Roberto Arlt; una aproximación al fenómeno de la recepción. EN: Cuadernos de investigación del San Martín,	1(1), p.118-128.
- Ordaz, L. (1983) La dramática renovadora de Roberto Arlt. EN: Hispanorama, Bremen, Universidad de Bremen.
- Odraz, L. (1987) Las máscaras dramáticas de Roberto Arlt. EN: Revista de estudios de teatro, 6(15)p. 3-14.
- Pellettieri, O. ed. (2006) Teatro del pueblo, una utopía realizada. Buenos Aires, Galerna, 2006.
- Pellettieri, O. ed. (2000) Roberto Arlt; dramaturgia y teatro independiente. Buenos Aires, Galerna, 2000.
- Prieto, A. (1963) La fantasía y lo fantástico en Roberto Arlt. EN: Boletín de literaturas hispánicas, n.5, p.5-18.
- Rela, W. (1980) Argumentos renovadores de Roberto Arlt en el teatro argentino moderno. EN: Latinamerican Theatre Review, 13(2)p. 65-71.
- Russi, D. (1990) Metatheatre: Roberto Arlt's vehicle toward the public's awarness of an art form. EN: Latinamerican Theatre Review, 24(1), p. 65-75.
- Sagaseta, E. - Schinin, A. (1993) ed. Trescientos millones. EN: Un acercamiento al proceso creador en el teatro; cómo lo hacemos, ciclo 1992. Buenos Aires, TMGSM.
- Sillato de Gómez, M. (1989) Lo carnavalesco es Saverio el cruel. EN: Latinamreican Theatre Review, 22(2), p. 101-109.
- Troiano, J. (1978) Cervantinism in two plays by Roberto Arlt. EN: American Hispanist, 4(29),p. 20-22.
- Troiano, J. (1976) The grotesque tradition and the interplay of fantasy and 	reality in the plays of Roberto Arlt. EN: Latinamerican Literary Review, v.4, p.7-14.
- Troiano, J. (1974) Pirandellism in the theatre of Roberto Arlt. EN: Latinamerican Theatre Review, 8(1),p. 37-44.
- Troaino, J. (1979) Social criticism and the fantastic in Roberto Arlt's La fiesta del hierro. EN: Latinamerican Theatre Review, 13(1), p.39-45.
- Brando, O. (2021) Leer a Arlt. introducción al UrSaverio. Hispamérica: revista de literatura, ISSN 0363-0471, Nº 150, 2021, págs. 9-18

## Una crítica
En Megáfono, n.º 9 (1931), revista dirigida por Sigfrido Radaselli, Edwin Rubens y Víctor Max Wullich, hay un comentario sobre Los lanzallamas, de Roberto Arlt, firmado por un tal Lisandro Alonso:

Curiosa es la posición que dentro del mundillo literario que ocupa Roberto Arlt nos permitimos hablar así porque no somos señores enfáticos, sino simples lectores que hemos adquirido su libro en una esquina un poco de voluntad propia y otro poco acaso por inercia. Sus apresuradas notas diarias en El Mundo le han dado una popularidad de la cual él se jacta pero que por sí misma no tienen nada envidiable, sin duda. De allí ese prejuicio con que cortamos el año pasado los primeros pliegos de Los siete locos creyendo encontrar una serie anodina de «aguas fuertes [sic, por aguafuertes] porteñas», donde solo había un libro desconcertante, muy superior a ellas, con todos sus infinitos defectos, muy superior a ellas, porque servía para revelar en Arlt algo que las notas no deja de ver nunca.